# Barbora Bobuľová
Barbora Bobuľová (Martin, 29 aprile 1974) è un'attrice slovacca naturalizzata italiana.
Nel corso della sua carriera ha vinto un David di Donatello alla miglior attrice protagonista per Cuore sacro (2005), oltre che due Nastri d'argento, due Globo d'oro e un Premio Flaiano.

## Biografia
Nasce a Martin, in Cecoslovacchia, il 29 aprile 1974. Esordisce nel 1986 sul grande schermo a soli 12 anni, poi si dedica soprattutto alla recitazione teatrale, frequentando l'Alta scuola di arti musicali di Bratislava. In Italia lavora per la prima volta nel 1996, quando affianca Valerio Mastandrea nel film TV Infiltrato. L'anno successivo viene diretta da Marco Bellocchio ne Il principe di Homburg, presentato in concorso al Festival di Cannes. È tra i protagonisti dello sceneggiato TV Rai girato tra il 1999 e il 2000 Padre Pio - Tra cielo e terra, diretto da Giulio Base.
Dopo una breve esperienza professionale negli Stati Uniti, torna a lavorare in Italia sia in produzioni cinematografiche sia in quelle televisive.
Il successo vero e proprio arriva nel 2004 con La spettatrice, opera prima del regista Paolo Franchi, e si consolida l'anno successivo con Cuore sacro di Ferzan Özpetek. Grazie all'interpretazione in queste due pellicole, vince il David di Donatello, il Globo d'oro e il Ciak d'oro come miglior attrice, affermandosi come una delle più apprezzate attrici del momento. Dopo la presentazione al Festival di Cannes 2006 dell'opera prima di Kim Rossi Stuart, Anche libero va bene, interpreta il primo ruolo comico e brillante della carriera in Manuale d'amore 2 - Capitoli successivi, diretta da Giovanni Veronesi. Nel 2008 è Coco Chanel da giovane nella miniserie televisiva Coco Chanel, diretta da Christian Duguay e trasmessa da Rai 1. 
Nel 2011 torna al cinema con Immaturi di Paolo Genovese e Scialla! di Francesco Bruni. Nel 2017 interpreta Valentina Cortese nel film Diva!, per la regia di Francesco Patierno.
Nel 2024 è protagonista di Per il mio bene, opera prima di Mimmo Verdesca, per la quale si aggiudica nel 2025 il premio Globo d'oro alla Migliore attrice.  

### Vita privata
L'attrice ha avuto due bambine.

## Filmografia

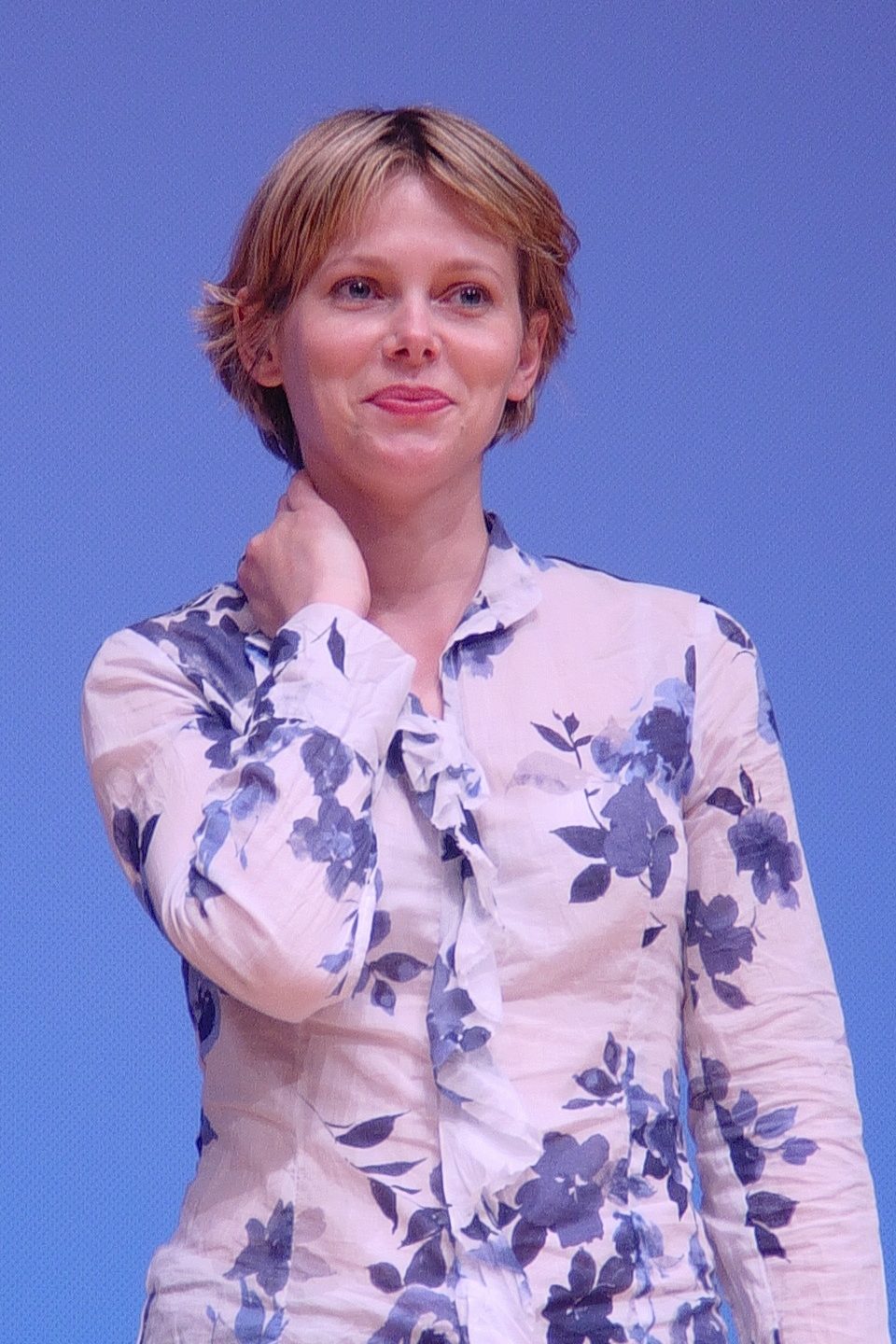
Barbora Bobuľová al Tokyo Italian Film Festival 2006

### Cinema
- Nesmrtelná teta, regia di Zdeněk Zelenka (1993)
- Eine Kleine  Jazzmuzik, regia di Zuzana Hojdova-Zemanova,  (1996)
- Il principe di Homburg, regia di Marco Bellocchio (1997)
- Ecco fatto, regia di Gabriele Muccino (1998)
- La regina degli scacchi, regia di Claudia Florio (1999)
- Mirka, regia di Rachid Benhadj (2000)
- Il siero della vanità, regia di Alex Infascelli (2004)
- La spettatrice, regia di Paolo Franchi (2004)
- Ovunque sei, regia di Michele Placido (2004)
- Tartarughe sul dorso, regia di Stefano Pasetto (2004)
- Cuore sacro, regia di Ferzan Özpetek (2005)
- Fratelli di sangue, regia di Davide Sordella (2006)
- Anche libero va bene, regia di Kim Rossi Stuart (2006)
- Manuale d'amore 2 - Capitoli successivi, regia di Giovanni Veronesi (2007)
- Il sangue dei vinti, regia di Michele Soavi (2008)
- Made in Italy, regia di Stéphane Giusti (2008)
- Le ultime 56 ore, regia di Claudio Fragasso (2010)
- Ti presento un amico, regia di Carlo Vanzina (2010)
- La bellezza del somaro, regia di Sergio Castellitto (2010)
- Immaturi, regia di Paolo Genovese (2011)
- Scialla! (Stai sereno), regia di Francesco Bruni (2011)
- Immaturi - Il viaggio, regia di Paolo Genovese (2012)
- Gli equilibristi, regia di Ivano De Matteo (2012)
- Closed Circuit, regia di John Crowley (2013)
- Una piccola impresa meridionale, regia di Rocco Papaleo (2013)
- Il mondo fino in fondo, regia di Alessandro Lunardelli (2013)
- Anime nere, regia di Francesco Munzi (2014)
- I nostri ragazzi, regia di Ivano De Matteo (2014)
- Lasciami per sempre, regia di Simona Izzo (2017)
- Cuori puri, regia di Roberto De Paolis (2017)
- I'm - Infinita come lo spazio, regia di Anne Riitta Ciccone (2017)
- Diva!, regia di Francesco Patierno (2017)
- Dopo la guerra (Après la guerre), regia di Annarita Zambrano (2017)
- Hotel Gagarin, regia di Simone Spada (2018)
- Saremo giovani e bellissimi, regia di Letizia Lamartire (2018)
- Tutte le mie notti, regia di Manfredi Lucibello (2018)
- La regola d'oro, regia di Alessandro Lunardelli (2020)
- Brado, regia di Kim Rossi Stuart (2022)
- Romantiche, regia di Pilar Fogliati (2023)
- Il sol dell'avvenire, regia di Nanni Moretti (2023)
- Nata per te, regia di Fabio Mollo (2023)
- Iddu - L'ultimo padrino,  regia di Fabio Grassadonia e Antonio Piazza (2024)
- Per il mio bene, regia di Mimmo Verdesca (2024)

### Televisione
- Infiltrato, regia di Claudio Sestrieri – film TV (1996)
- Padre Pio - Tra cielo e terra, regia di Giulio Base – miniserie TV (2000)
- San Paolo, regia di Roger Young – miniserie TV (2000)
- Crociati, regia di Dominique O. Girard – miniserie TV (2001)
- In love and war, regia di John Kent Harrison – film TV (2001)
- La guerra è finita, regia di Lodovico Gasparini – miniserie TV (2002)
- Maria José - L'ultima regina, regia di Carlo Lizzani – miniserie TV (2002)
- La cittadella, regia di Fabrizio Costa – miniserie TV (2003)
- Coco Chanel, regia di Christian Duguay – miniserie TV (2008)
- Il sangue dei vinti, regia di Michele Soavi – versione TV dell'omonimo film del 2008 (2009)
- Come un delfino – serie TV (2011)
- Mai per amore, regia di Marco Pontecorvo – miniserie TV, episodio Helena & Glory (2012)
- In Treatment – serie TV, 60 episodi (2013-2016)
- Il commissario Montalbano – serie TV, episodio 9x24 (2013)
- Baciato dal sole, regia di Antonello Grimaldi – miniserie TV (2016)
- Vite in fuga – serie TV (2020)
- Sopravvissuti – serie TV (2022)
- Il re – serie TV (2022-2024)
- Studio Battaglia – serie TV (2022-2024)
- Stucky – serie TV (2024)

## Teatro
- Una donna mite, adattamento teatrale de La mite di Dostoevskij, regia di Gabriele Lavia, con Gabriele Lavia (1999).
- Anfitrione, regia di Filippo Dini, con Gigio Alberti, Antonio Catania, Giovanni Esposito (2019).

## Riconoscimenti
- David di Donatello 
  - 2005 - Miglior attrice protagonista per Cuore sacro
  - 2011 - Candidatura come miglior attrice non protagonista per La bellezza del somaro
  - 2012 - Candidatura come miglior attrice non protagonista per Scialla! (Stai sereno)
  - 2015 - Candidatura come miglior attrice non protagonista per Anime nere
  - 2024 - Candidatura come miglior attrice non protagonista per -Il sol dell'avvenire

- Nastro d'argento
  - 2006 - Nastro d'argento europeo per Cuore sacro
  - 2012 - Candidatura come miglior attrice non protagonista per Scialla! (Stai sereno)
  - 2015 - Candidatura come miglior attrice non protagonista per Anime nere e I nostri ragazzi
  - 2017 - Candidatura come miglior attrice non protagonista per Cuori puri e Lasciami per sempre
  - 2019 - Candidatura come miglior canzone originale per Saremo giovani e bellissimi[2]
  - 2023 - Migliore attrice non protagonista per Il sol dell'avvenire[3]

- Annecy cinéma italien
  - 2004 - Premio all'interpretazione femminile per La spettatrice

- Ciak d'oro
  - 2005 - Migliore attrice protagonista per Cuore sacro[4]
  - 2012 - Candidatura come miglior attrice non protagonista per Scialla! (Stai sereno)

- Giffoni Film Festival
  - 2013 - Giffoni Experience Award

- Globo d'oro
  - 2005 - Migliore attrice per Cuore sacro
  - 2006 - Candidatura come miglior attrice per Anche libero va bene
  - 2025 - Miglior attrice per Per il mio bene

- Premio Flaiano
  - 2005 - Miglior interpretazione femminile per Cuore sacro

## Doppiatrici italiane
- Cristina Boraschi in Padre Pio - Tra cielo e terra, San Paolo
- Roberta Pellini in Mirka
- Francesca Fiorentini in La guerra è finita
- Chiara Colizzi in La cittadella